# Urukagina

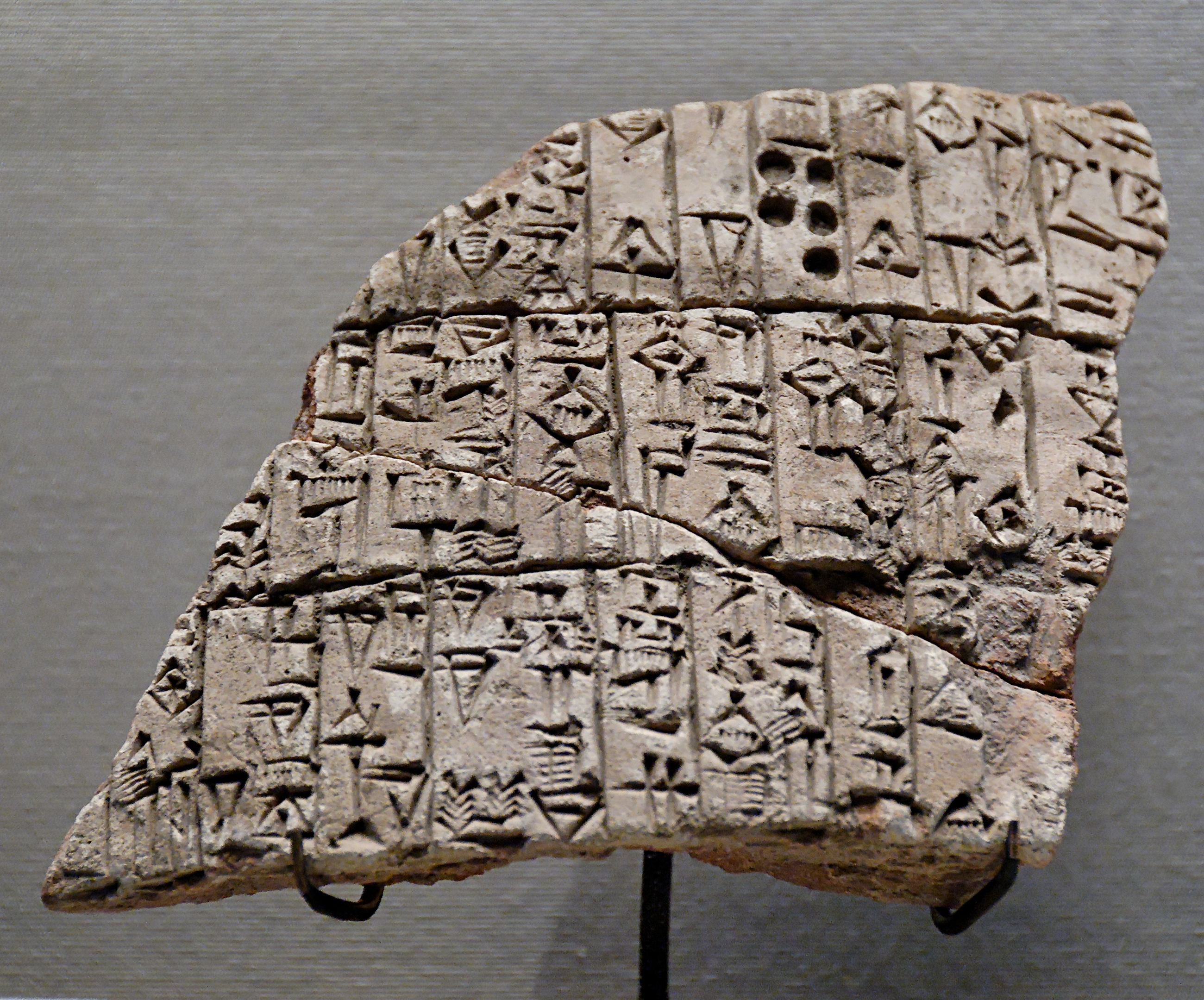
Frammento contenente iscrizione relativa a Urukagina, 2350 a.e.v. circa, trovata a Telloh (l'antica Girsu): «Egli [Urukagina] scavò […] il canale alla città-di-NINA. Al suo inizio, costruì Eninnu-(E-ninnu o Tempio-Ninnu); alla sua fine, edificò l'Esiraran.»

Urukagina, anche detto Uru-inim-gina o Uruinimgina (fl. 2380-2360 a.C.), fu un ensi (titolatura regale in uso nella Mesopotamia protodinastica) di Lagash, famoso per un editto che emanò.

## Biografia
Urukagina succedette a Lugalanda come ensi di Lagash; non divenne famoso per le sue conquiste militari, ma, al contrario, per la sua legislazione basata sui principi di libertà (la riforma di Urukagina è il più antico documento ad usare questa parola), uguaglianza e giustizia, e per le riforme sociali e morali che ne conseguirono. In particolare si concentrò sulla lotta alla corruzione, ampiamente diffusa all'interno della vasta burocrazia statale, e alla separazione tra "Stato" (il Palazzo) e "Chiesa" (il Tempio). Urukagina sosteneva che era stato il suo dio Ningirsu a ordinare di "restaurare i decreti del passato".
Il suo regno subì un forte colpo quando Lugalzagesi, ensi della vicina Umma, distrusse tutti i principali santuari di Lagash. Urukagina sopravvisse alla disfatta, anzi, i documenti redatti dai suoi scribi che descrivono i saccheggi e le distruzioni di Lugalzagesi suggeriscono che Urukagina avesse scelto di non opporsi militarmente al suo avversario, confidando nella giustizia degli dèi.

### Editto di Urukagina

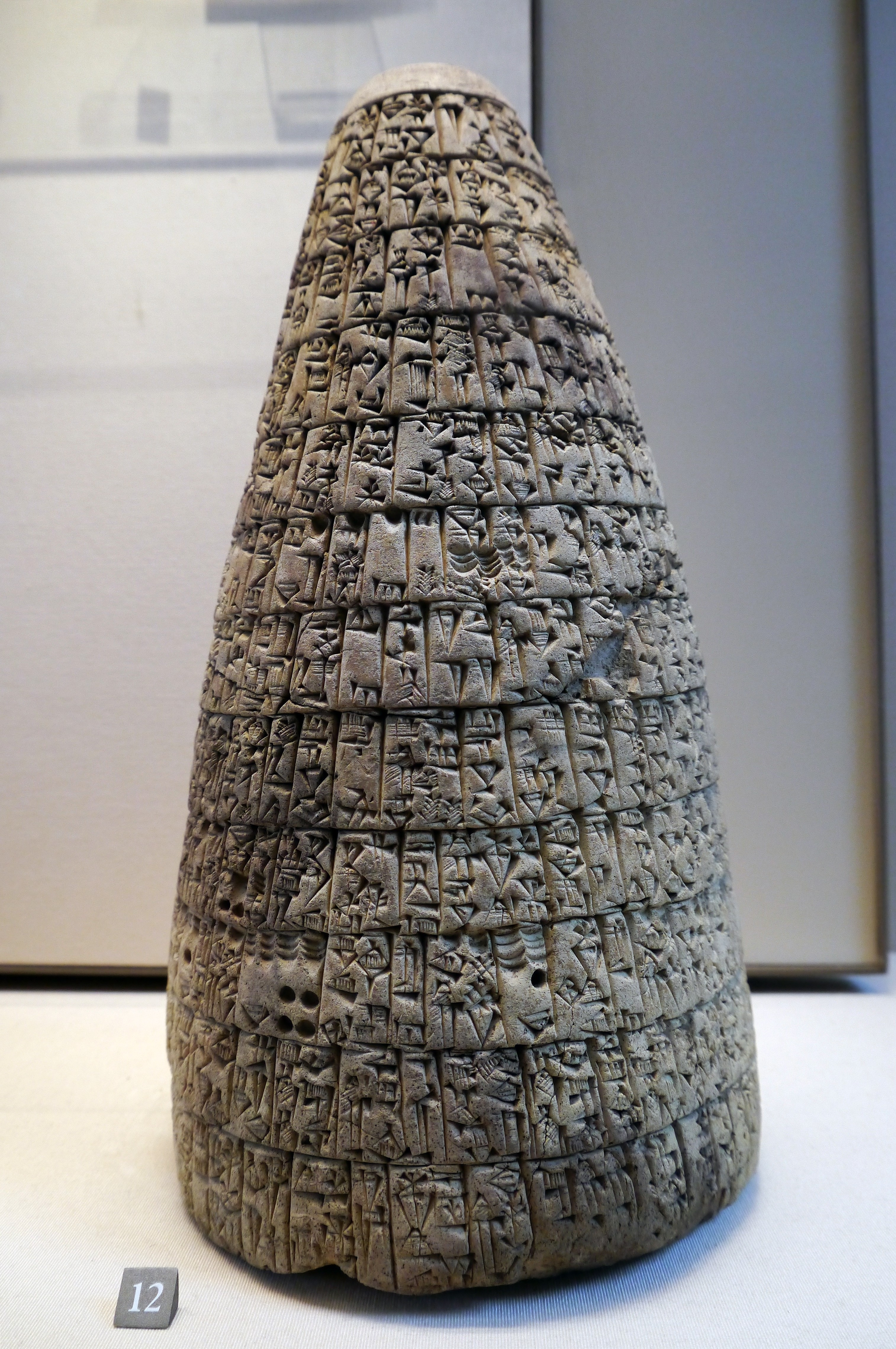
Cono di Urukagina, Museo del Louvre

L'editto di Urukagina rendeva esenti da tassazione le vedove e gli orfani; obbligava la città a pagare le spese funebri (incluse le libagioni per il viaggio del morto nel mondo inferiore); e decretò che i ricchi dovessero usare l'argento nelle contrattazioni con i poveri, e se il povero non desiderava vendere, nessuno poteva forzarlo a farlo.